# Gottfried Werner von Zimmern

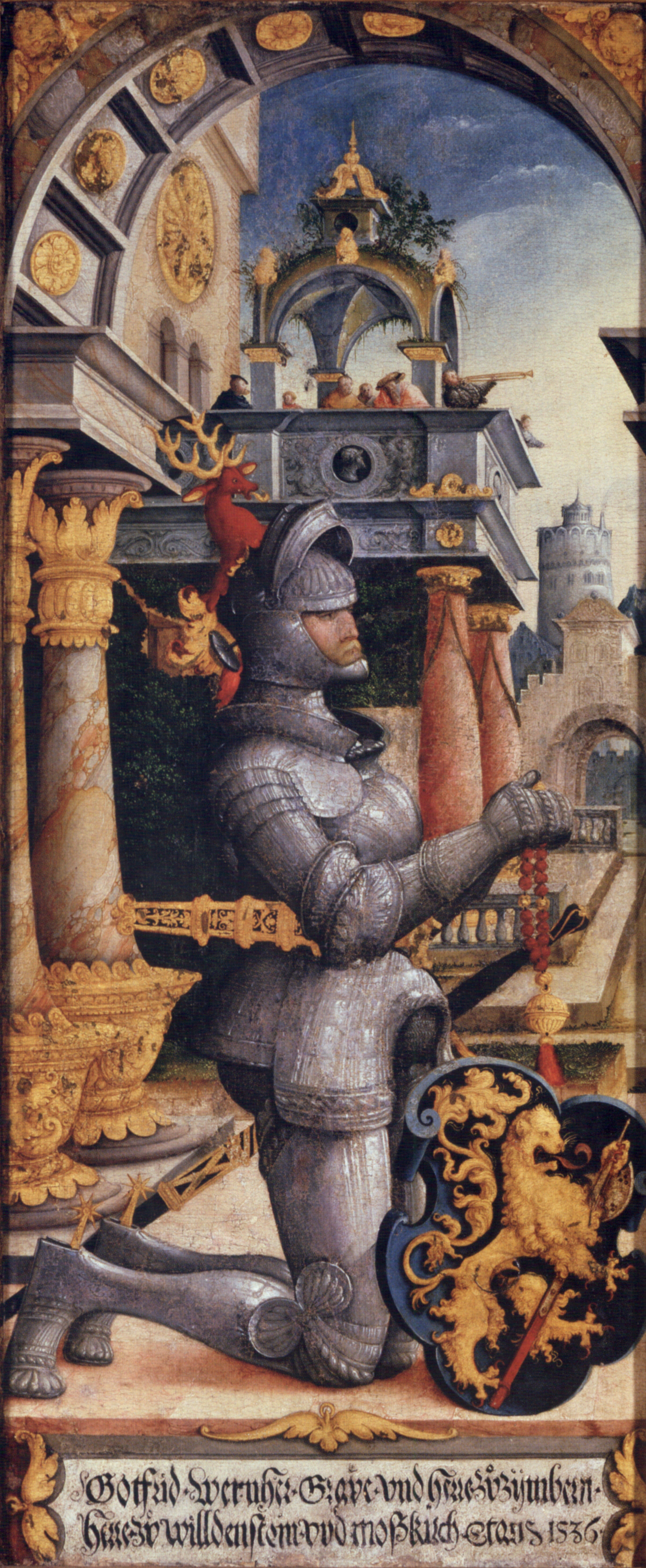
Staatsgalerie Stuttgart: Wildensteiner Altar (ca. 1536), Gottfried Werner von Zimmern, linker Drehflügel innen. Er ist in Riefelharnisch dargestellt. Das Wappen ist noch freiherrlich ungeviert und ohne Helmzier, die Inschrift aber übermalt und Gottfried Werner als Graf bezeichnet. Die Erhebung in den Grafenstand erfolgte 1538

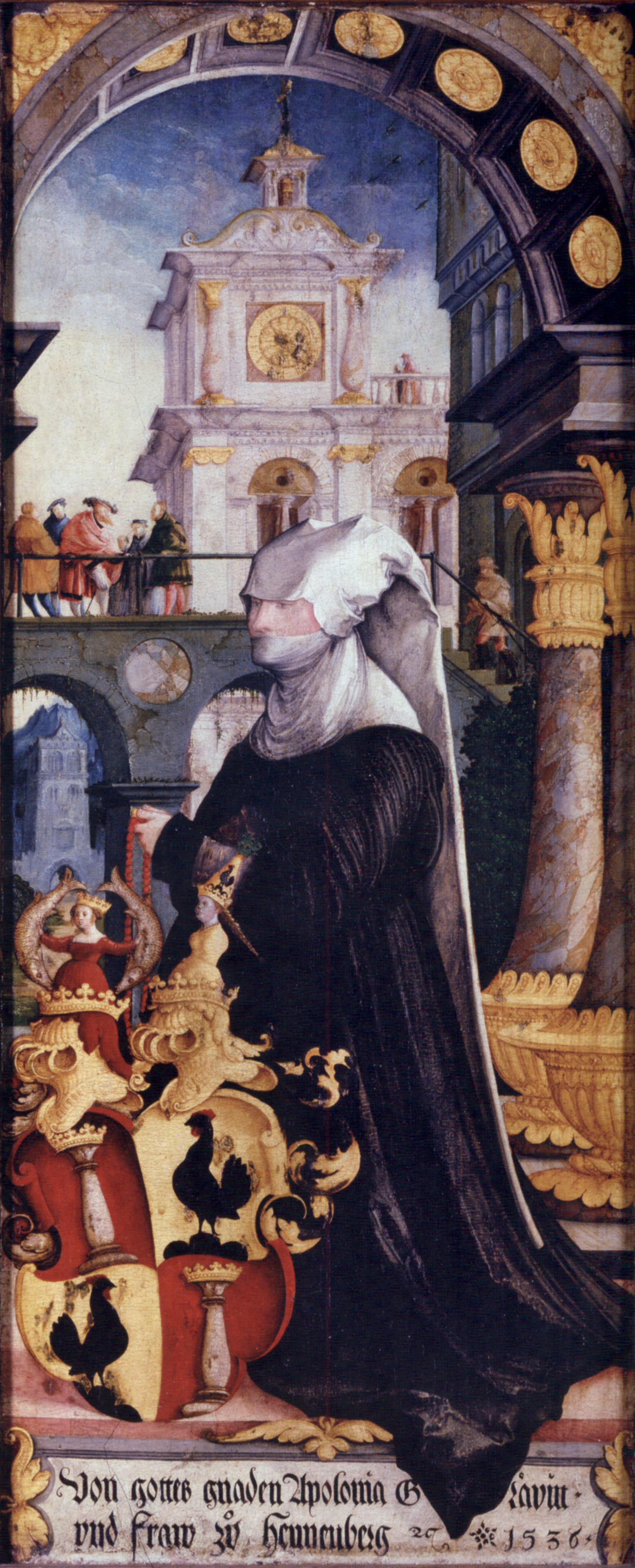
Gräfin Apollonia von Henneberg mit Wappen, ca. 1536: Wildensteiner Altar, rechter Drehflügel innen, Meister von Meßkirch

Gottfried Werner Graf von Zimmern (* 13. Januar 1484 in Meßkirch; † 2. April 1554 im Schloss Meßkirch) war ein Familienmitglied der Freiherren von Zimmern. Die Familie wurde zu seinen Lebzeiten, 1538, in den Grafenstand erhoben. Von den drei überlebenden Söhnen des während der Werdenbergfehde verstorbenen Johannes Werner d. Älteren (1454–1495) war er derjenige, der am aktivsten für den weiteren Ausbau der Herrschaft und den dynastischen Fortbestand der Linie eintrat. Er begann den Ausbau Meßkirchs zu einem repräsentativen kleinen Residenzstädtchen, er baute die dortige Sankt-Martins-Kirche im spätgotischen Stil um und stattete diese mit einem reichhaltigen Altarschmuck aus, der vornehmlich vom sogenannten Meister von Meßkirch gestaltet wurde. Der Ausbau der Burg Wildenstein zu einer frühneuzeitlichen Festung, wie sie noch unversehrt erhalten ist, erfolgte durch ihn. Da ihm keine eigenen (legitimen) Söhne beschieden waren, kümmerte er sich intensiv um seinen Neffen Froben Christoph, ermöglichte diesem, auch gegen die Widerstände seines Vaters, eine umfassende humanistische Ausbildung in Deutschland, Flandern und Frankreich und setzte ihn zu seinem Erben ein.

## Lebensdaten

### Jugend und Erziehung
Da sich sein Vater infolge der Werdenbergfehde auf der Flucht befand, wurde er von der Mutter allein, teilweise auch vom Onkel in Seedorf erzogen. Nachdem die Mutter ab 1488 dem Vater nach Weesen am Walensee in die Eidgenossenschaft gefolgt war, wurde er von seinen älteren Schwestern am Stift des Zürcher Fraumünsters erzogen. Die Zimmerische Chronik berichtet, er habe dort Hunger leiden müssen und dass er, kaum acht oder neun Jahre alt, ausriss und sich einem gegen Mailand ziehenden Reisläufertross anschloss. Erst in Chur konnte er eingeholt und zurückgebracht werden.
Er wurde dann zur Erziehung an verschiedene süddeutsche Höfe geschickt, zunächst (circa 1500) zu Herzog Georg dem Reichen von Bayern-Landshut, wo er als Page bei dessen Gattin Hedwig diente und vom Ritter Johannes Ebron erzogen wurde. Dort blieb er drei Jahre, bis er, wie die Chronik berichtet, zu alt fürs Frauengemach wurde.
Seine nächste Station (circa 1503) war Markgraf Friedrich von Brandenburg-Ansbach. Dieser schickte ihn als Begleitung seines Sohnes Georg an den Hof Landgraf Wilhelms von Hessen, wo er zwei Jahre verbrachte.
1503 nahm er mit mehreren süddeutschen Adeligen, vornehmlich mit Andreas von Sonnenberg, am Kriegszug Kaiser Maximilians I. gegen Herzog Karl von Geldern teil. Der Zug kam aber nur bis Köln, da sich Karl in Brüssel dem Kaiser unterwarf und der Kriegszug abgeblasen wurde.
Dazwischen verbrachte er die Zeit in Oberndorf am Neckar bei der Mutter, in späteren Jahren auch bei seinem Onkel Gottfried auf Burg Wildenstein, zusammen mit seinem jüngeren Bruder Wilhelm Werner.
Zum Zeitpunkt der Rückeroberung Meßkirchs 1503 durch seinen älteren Bruder Johannes Werner von Zimmern der Jüngere befand er sich am Hof Markgraf Christophs in Baden.
Er setzte seine Lehrzeit anschließend am Hof Ulrichs von Württemberg fort. Dieser führte damals einen der prunkvollsten Höfe im süddeutschen Raum. Gottfried Werner zeichnete sich dort als schneidiger, attraktiver Jüngling aus, der sich besonders bei vielen Turnieren einen Namen machte. Er nahm an verschiedenen Kriegszügen Herzog Ulrichs teil, so 1503, im Landshuter Erbfolgekrieg gegen Pfalzgraf Philipp (derselbe Pfalzgraf Philipp, der seinen älteren Brüdern bei der Rückeroberung der zimmerischen Besitzungen geholfen hatte).
1508 zog er mit Herzog Ulrich in den Krieg gegen Venedig, den Ludwig XII. und Kaiser Maximilian I., verbündet in der Liga von Cambrai, führten. Noch 1513, bereits nach seiner Eheschließung, zog er mit Herzog Ulrich gegen Ludwig XII. von Frankreich und nahm an der Belagerung Dijons teil. Kaiser Maximilian I. hatte sich diesmal mit den Eidgenossen verbündet und Herzog Ulrich befehligte das kaiserliche Heer. Die Belagerung war erfolglos und das Heer zog wieder ab.
Die Zimmerische Chronik unterstellt, Kaiser Maximilian I. habe Ulrich bewusst in eine Falle gelockt, mit der Hoffnung, Ulrich würde in diesem Kriegszug umkommen. Ulrich war zu diesem Zeitpunkt noch ohne Erben und Württemberg wäre als Lehen wieder an Habsburg zurückgefallen.

### Zimmersche Erbteilung von 1508
Nach dem Tod des Onkels Gottfried am 10. Mai 1508 erfolgte die Erbteilung unter den drei Brüdern. Während der jüngste Bruder Wilhelm Werner von Zimmern Erbverzicht leistete und dafür mit Unterstützung seiner Brüder mit einer Pfründe als Chorherr versehen wurde, teilten die beiden älteren Brüder Herrschafts- und Besitzrechte untereinander auf. Gottfried Werner erhielt die, von den Zimmern so bezeichnete, Herrschaft vor Waldt, also das ursprüngliche Herrschaftsgebiet um Seedorf, sowie die Besitzungen in Hilzingen und auf der Höri. Der Erlös der Weinberge in Überlingen und in Hilzingen wurde zwischen den beiden älteren Brüdern geteilt.
Bezüglich des Wildensteins wurde vereinbart, dass sie beide die Verwaltung in alternierenden Jahren innehaben und in diesen Jahren die Erlöse aus den dazugehörigen Äckern und Wiesen ziehen sollten, aber auch für den Unterhalt aufzukommen hatten.
Herrenzimmern, das zu diesem Zeitpunkt im Besitz des Heinrich von Zimmern war, wurde ebenfalls nicht geteilt. Bei Heinrich von Zimmern handelt es sich um ihren Cousin, den illegitimen Sohn Gottfrieds, der aber von Kaiser Maximilian I. für ehelich und adelig erklärt worden war.
Die Schulden, die in der Zeit der Verbannung aufgelaufen waren, wurden ebenfalls geteilt, 335 Gulden für Johannes Werner und 475 Gulden für Gottfried Werner. Beide Brüder erteilten sich gegenseitig das Vorkaufsrecht.

### Hochzeit mit Apollonia von Henneberg

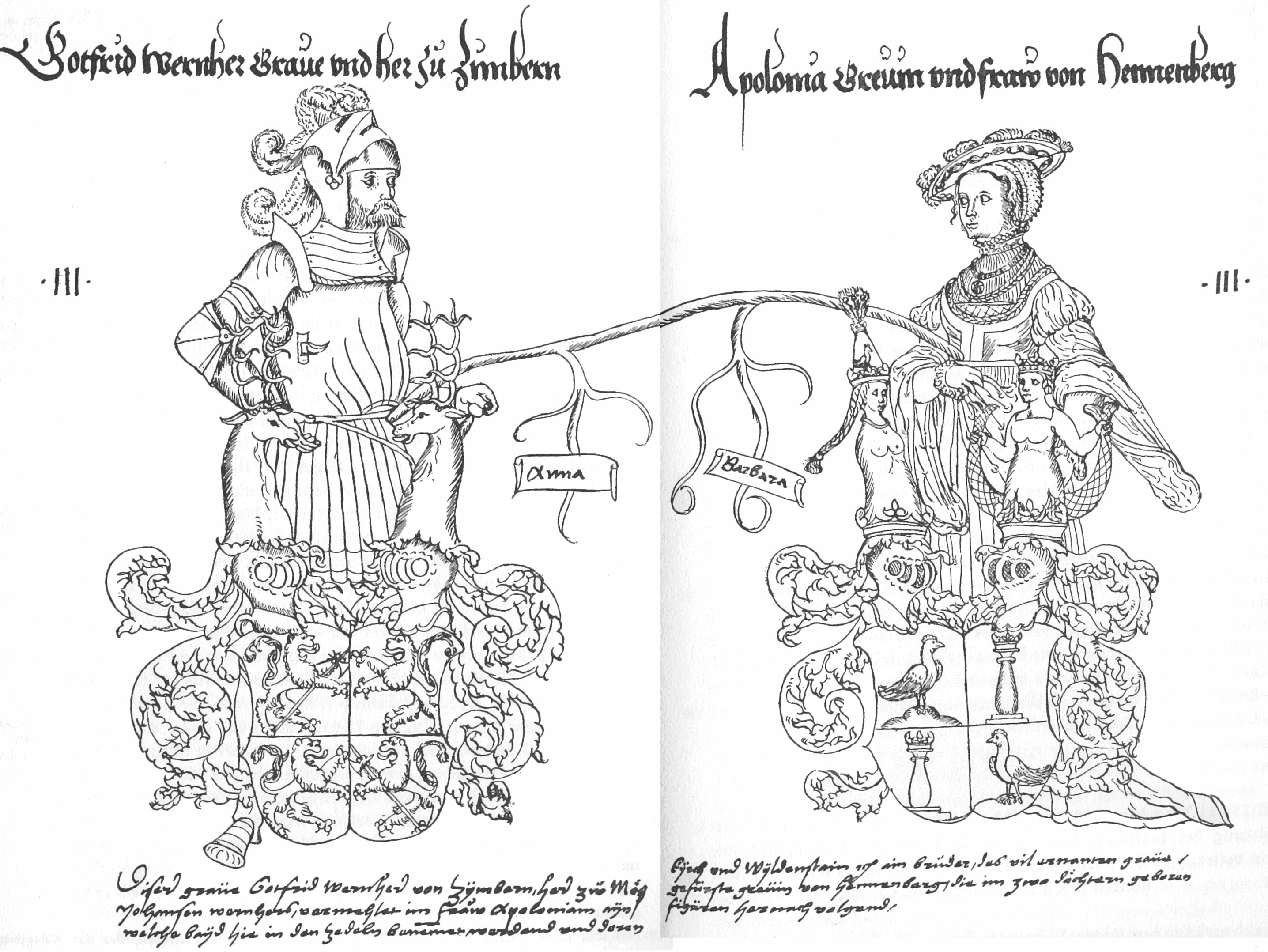
Gottfried Werner und Apollonia von Henneberg, Federzeichnung Wilhelm Werners von Zimmer aus dem Donaueschinger Codex 593a

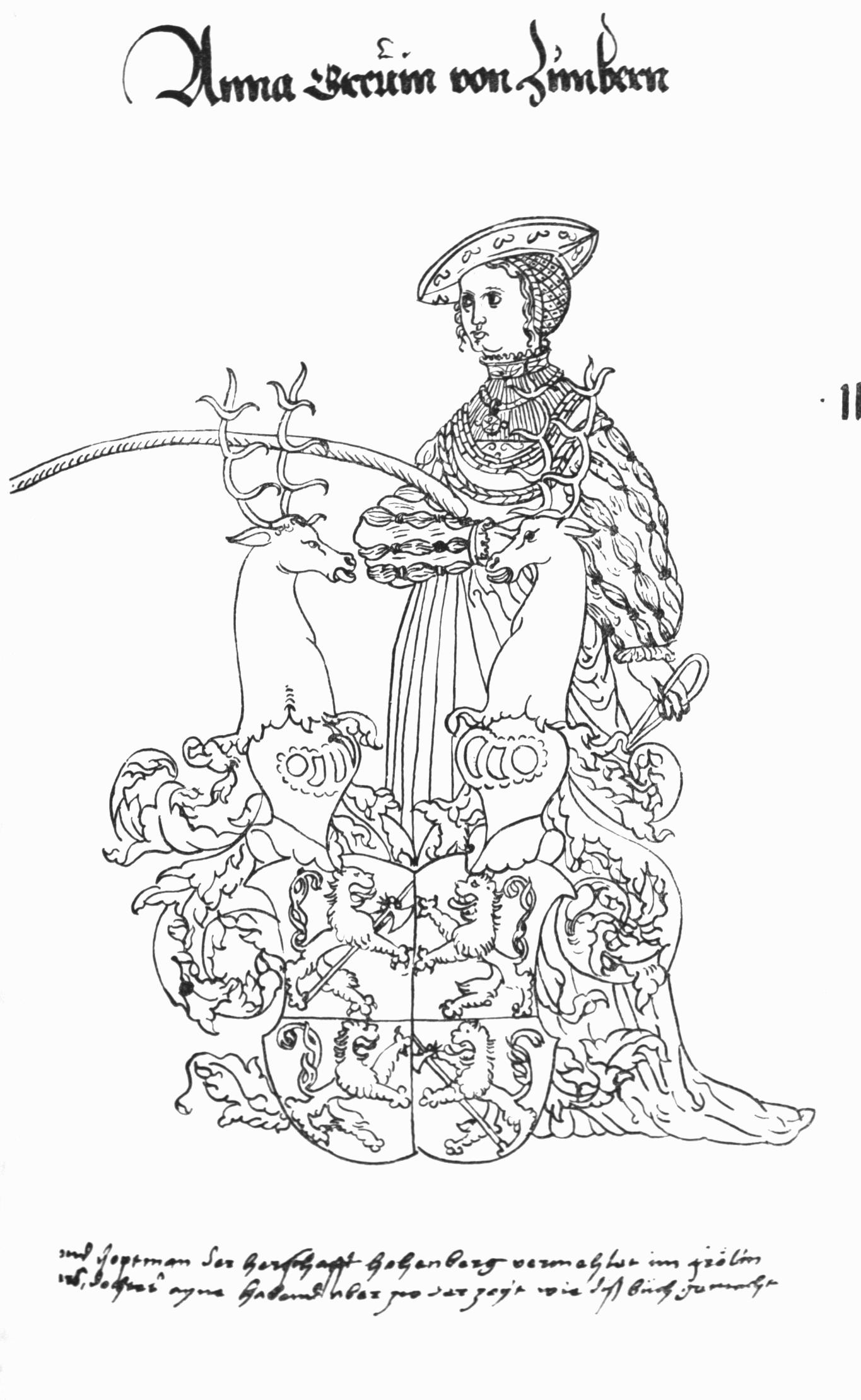
Anna Gräfin von Zimmern Gattin von Jos Niklas II. Graf von Zollern, Tochter Gotfried Werners und Apollonias

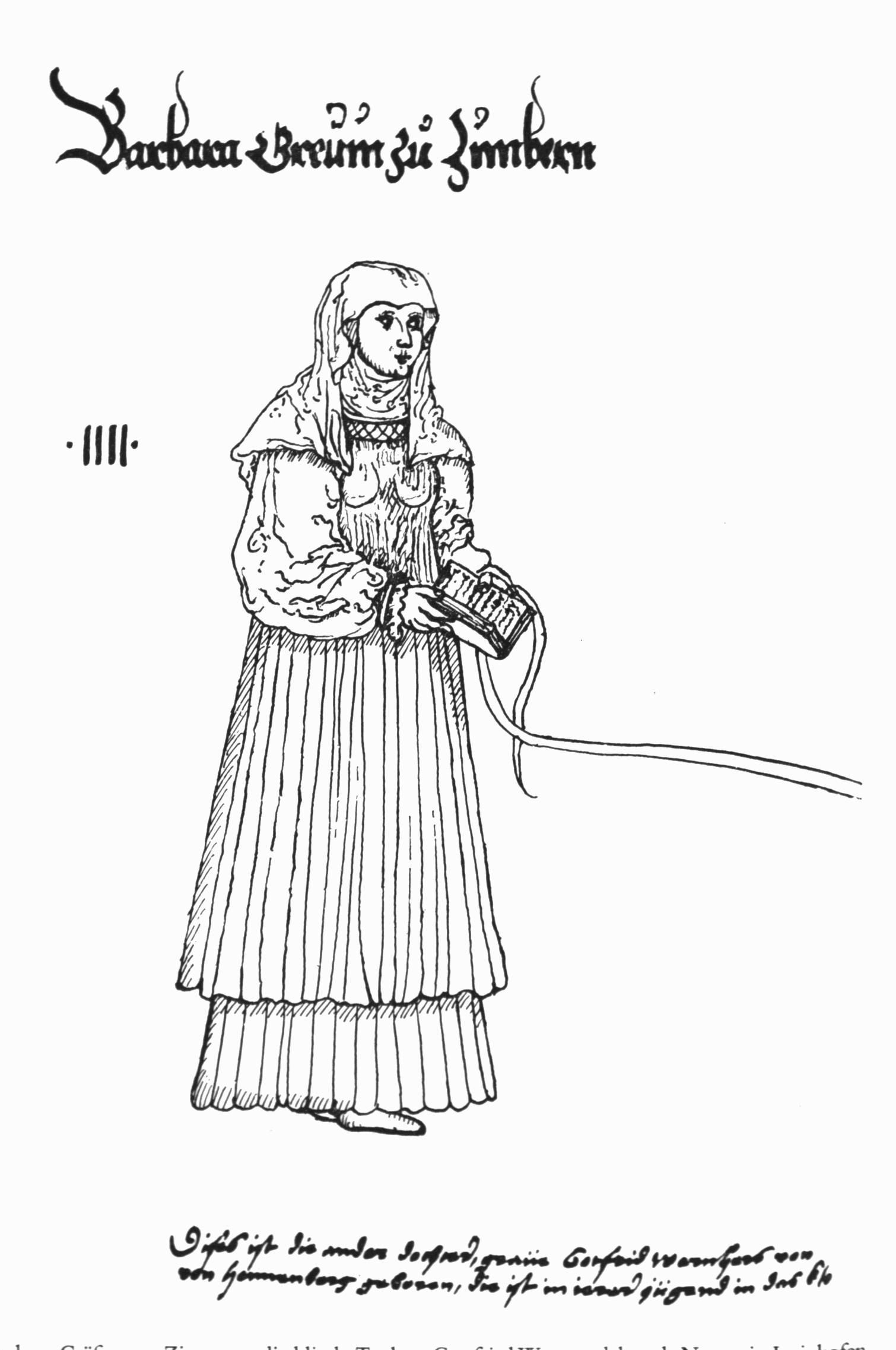
Barbara Gräfin von Zimmern, die blinde Tochter Gottfried Werners, lebte als Nonne in Inzigkofen

Nachdem Gottfried Werner auch mit Territorialbesitz ausgestattet war, wurde er zu einem attraktiven Heiratskandidaten. In der Zimmerischen Chronik gleicht sein Brautwerben und die Hochzeit einem Ritterroman: Werben im Rahmen eines Fürstenhofes, Ritterspiele, Widerstände des Brautvaters, eine abenteuerliche Brautentführung, Hochzeit, späte Versöhnung mit dem Brautvater.
Bei der Braut handelte es sich um Apollonia von Henneberg, einer nahen Verwandten des Reichskanzlers Berthold von Henneberg. Diese weilte zur Erziehung zusammen mit Elisabeth, der Tochter Markgraf Friedrichs von Brandenburg-Ansbach bei ihrer Tante, der Herzogin von Württemberg, an deren Witwensitz zu Nürtingen.
Belegt sind die Treffen in Nürtingen auch in der württembergischen Geschichtsschreibung, denn Herzog Ulrich freite zur selben Zeit, entgegen der Verlobungsabrede mit Sabina von Bayern, das andere Fräulein.
Mit der Unterstützung des Herzogs hinderte er mit Waffengewalt die Abgesandten von Apollonias Vater, sie nach Hause zu holen. Es gelang ihm, seinen Bruder Johannes Werner mit dem Argument, die höhergeborene Apollonia bedürfe einer standesgemäßeren Residenz, zu überzeugen, dass dieser mit ihm die Herrschaften tauschte. 1511, im selben Jahr wie Herzog Ulrichs Vermählung mit Sabina von Bayern, fand die Hochzeit in Meßkirch statt.
Erst 1521 wurde der Streit mit dem Schwiegervater beigelegt. Auf Vermittlung des Bischofs von Straßburg zahlte Hermann von Henneberg eine Mitgift von 4000 Gulden.
Am Mittwoch nach Johannes Sonnwenden (28. Juni) 1513 wurde seine Tochter Anna geboren. Diese heiratete 1531 Jobst Nikolaus von Zollern. Am 30. Dezember 1519 wurde ihm eine zweite Tochter, Barbara, geboren. Diese erblindete an den Kindsblattern und kam im Alter von zehn Jahren ins Kloster Inzigkofen.

### Gottfried Werner als Verwalter seines Besitzes
Gottfried Werner entwickelte zu diesem Zeitpunkt zukunftweisende, optimistische dynastische Pläne. Er plante gar die Gründung einer neuen Stadt auf dem Plateau vor der Burg Wildenstein. Als männliche Erben ausblieben, litt zum einen seine so romantisch begonnene Ehe darunter, zum anderen verlegte er seine Aktivitäten auf den Burgenbau.
1516 erwarb Gottfried Werner das Schloss Falkenstein mit Kreenheinstetten, Reinstetten (abgegangener Ort zwischen Kreenheinstetten und Langenhart) und Weiler (seit sein Nachfahre Graf Wilhelm von Zimmern 1575 dort ein Wildgehege angelegt hatte, Thiergarten genannt), sowie die Mühle zu Neidingen um 4880 Gulden von Wolf von Bubenhofen. Er baute das Schloss aus. Einen hohen Turm über der Burgkapelle, der zwar eine Sicht bis Mengen ermöglichte, bei starkem Wind aber gefährlich schwankte, ließ er abbrechen.
Noch 1537, als sein jüngerer Bruder Wilhelm Werner an das Reichskammergericht in Speyer berufen wurde, bot er diesem an, die Burg Herrenzimmern auf eigene Faust umbauen zu lassen. Ein Unterfangen, welches aber fallengelassen wurde, weil die Umbaupläne seinem Bruder, ja selbst seinem Neffen Froben Christoph zu modern erschienen. Besonders seine Vorliebe, den Fels bis an die Mauern heran abzuschlagen, löste die Furcht aus, dass durch Erosion des tragenden Gesteins die Burgen einstürzen könnten, was sich, zumindest für den Wildenstein, nicht bewahrheitet hat.
Aber auch anderweitig baute Gottfried Werner seine Herrschaft aus. Engelswies (heute Gemeinde Inzigkofen) und Oberstetten (heute Gemeinde Hohenstein), zwei Ortschaften, die in der Vergangenheit durch Krieg und Pest zu Wüstungen geworden waren, wurden wieder aufgerichtet, indem die dortigen Kirchen und Kapellen wiederhergestellt und Wallfahrten dorthin unterstützt wurden, was für entsprechende Einnahmen sorgte.
Der Wildenstein wurde Zufluchtsort für Gottfried Werner und seine Familie bei Pestepidemien, so 1519, oder während des Bauernkriegs 1525. Im Gegensatz zu den Bauern seines Bruders Johannes Werner verhielten sich die Bauern der Herrschaft Meßkirch während des Bauernkrieges relativ loyal.
1525 verkaufte Gottfried Werner den Falkenstein an seinen Bruder Johannes Werner, wobei die dazugehörigen Ortschaften um nur 400 Gulden an Sixt von Hausen verkauft wurden.

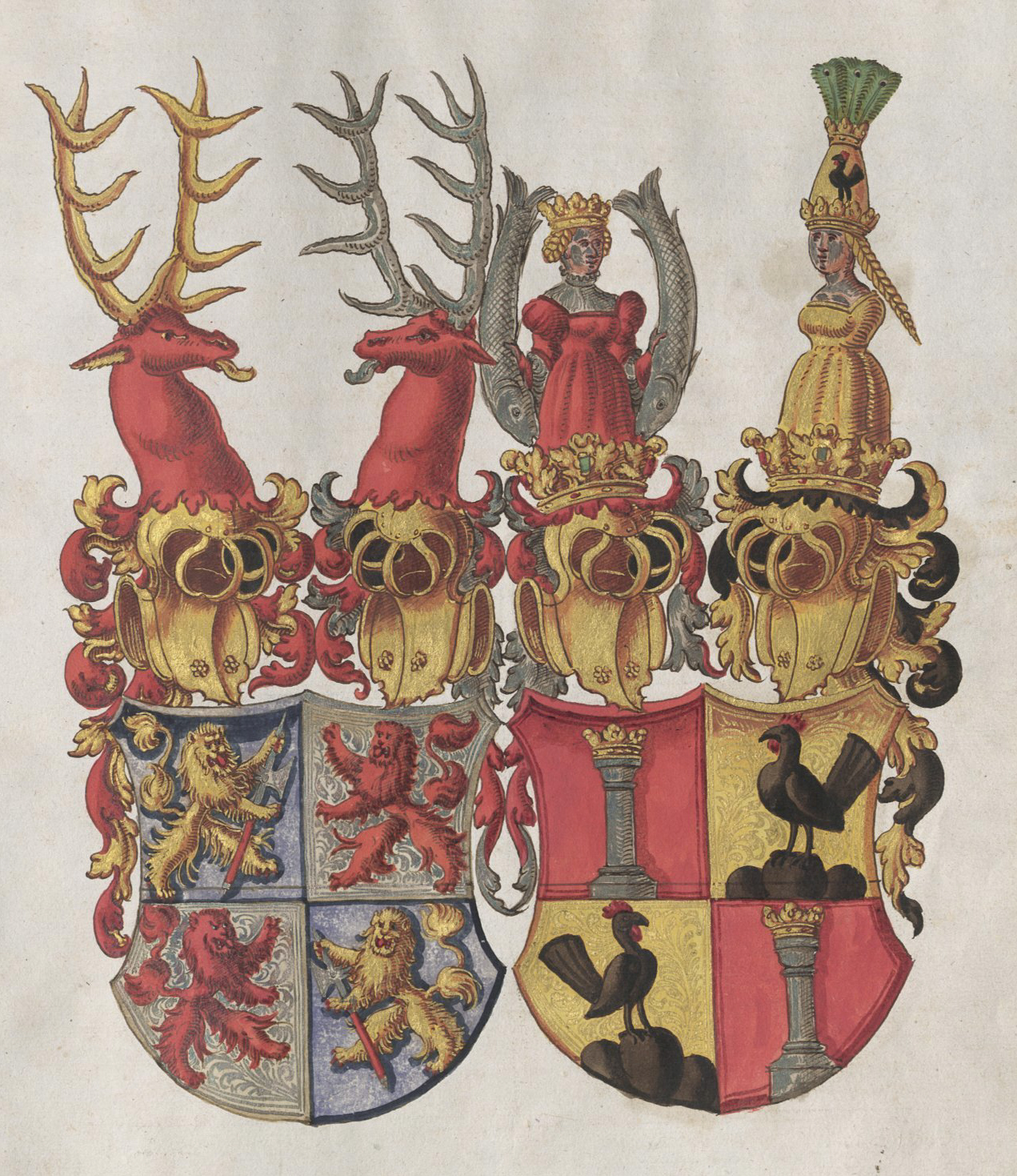
Allianzwappen Zimmern-Henneberg aus der Zimmerischen Chronik, Handschrift B

Gottfried Werner baute derweil die Stiftkirche Sankt Martin in Meßkirch weiter aus. 1526 ließ er den alten Bau abreißen. Hierbei fanden sich Fundamente von Vorgängerbauten, die über das damalige Ausmaß der Kirche hinausgingen. Neben einem Fund an Silbermünzen erwähnt die Zimmerische Chronik auch Markasit, welches zur Feuerbereitung genutzt wurde, das aber dort direkt abgefackelt worden war. Baumeister der neuen Kirche war Lorenz von Speyer, der zuvor am Münster in Konstanz tätig war.
1526 einigten sich die Brüder Johannes Werner und Gottfried Werner im Falle des Ausbleibens eines männlichen Erben, ihre Besitzungen an den anderen Bruder übergehen zu lassen.
Gottfried Werner wurde, so berichtet die Zimmerische Chronik, sowohl von Kaiser Karl V. als auch von König Ferdinand mehrfach angeboten, als Berater oder gar als Statthalter der Regierung (Vorderösterreichs) in Innsbruck oder auch in der Besatzungsregierung in Württemberg zur Zeit der Vertreibung Herzogs Ulrichs von Württemberg tätig zu werden. Gottfried Werner zeichnete sich im Gegensatz zu seinem Vater und Großvater, die beide ähnliche Positionen innehatten, oder auch zu seinem jüngeren Bruder Wilhelm Werner nicht durch eine entsprechende Ausbildung an den führenden Universitäten des Reiches aus. Aber der Hinweis auf das besetzte Württemberg und auch die Tatsache, dass ihm die württembergische Stadt Ebingen zum Kauf angeboten wurde, zeigt die Absicht des Hauses Habsburg. Diesem waren die vielen Verbindungen Gottfried Werners zu den Reichsständen, die teilweise zwischenzeitlich auch unterschiedlichen konfessionellen Lagern angehörten, wichtig. Gottfried Werner hatte aber aus den Erfahrungen seiner Familie gelernt. Er ließ sich in diese Machtspiele nicht einbinden.

„Aber wie höchlichen er gleich das genieß, hat er doch betrachtet die guetthatten und gnaden, im in seiner jugent von herzog Ulrichen von Würtemberg beschehen, und hat sich wider den herzogen in seinem vertreiben und verjagen in dienst nit begeben wellen oder auch ainicherlai weis wider ine handeln, geschweig, das er vom landt Würtemberg an sich zu ziehen het sollen.“

Als Herzog Ulrich 1534 sein Land mit Hilfe des Landgrafen Philipp von Hessen und dem Schmalkaldischen Bund zurückeroberte, wollte er Gottfried Werner wieder in seine Dienste rufen. Dieser lehnte ab und der Chronist der Zimmerischen Chronik lobt dieses Verhalten, da eine Unterstützung Herzog Ulrichs nach verlorenem Schmalkaldischen Krieg zu einem Verlust der Zimmerischen Besitzungen geführt hätte. Gottfried Werner hatte die Lehre aus dem Schicksal seines Vaters gezogen.
In Ermangelung eines eigenen Sohnes kümmerte er sich immer intensiver um seinen Neffen Froben Christoph. Er sorgte dafür, dass dessen Vater die notwendigen Studiengelder beisteuerte und unterstützte Froben Christoph bei deren Ausbleiben auch selbst. Er nahm ihn in Meßkirch und auf Wildenstein auf und übertrug in späteren Jahren zunehmend die Verwaltungsarbeit sowie die auswärtige Repräsentanz immer mehr seinem Neffen.
Das Ausbleiben eines männlichen Erben führte auch zu einer Verschlechterung seiner Beziehung zu seiner Frau Apollonia. Die Zimmerische Chronik berichtet von mehreren außerehelichen Beziehungen zur Faulhänsin, einer Untertanin von Christoph von Werdenberg. Dass Gottfried offen deren Entlassung aus der Werdenbergischen Leibeigenschaft betrieb, dass dieselben Speisen aus der Schlossküche in ihr Haus geliefert wurden, kurzum, dass die Diskretion nicht gewahrt blieb, bewog 1539, ihren Mann zu verlassen und zu ihren Brüdern zu ziehen, zunächst zu Otto von Henneberg, der Domherr in Straßburg war und von dort zu ihrem Bruder Bertold nach Römhild. Gottfried Werner befand sich zu dieser Zeit in großer Furcht, da er die Blutrache seiner Schwäger befürchtete.
Es wurde dann aber unter Vermittlung der Schwäger Johannes Werner und Wilhelm Werner von Zimmern sowie Wilhelm von Henneberg von Conrad Praun, dem Verwalter der kaiserlichen Kanzlei am Kammergericht in Speyer, ein neuer Ehevertrag geschlossen. Die Brüder der Braut und des Bräutigams organisierten eine Heimführung, die mit einer Versöhnungsfeier in Hechingen bei ihrer Tochter Anna und dem Schwiegersohn Jos Niklas II. von Zollern abgeschlossen wurde. Weil aber wieder einmal die Pest grassierte, kam Apollonia erst wieder im Herbst 1542 nach Meßkirch.
Dessen ungeachtet brachte es Gottfried Werner mit zwei Frauen, der Anna Fritzin von Leibertingen und der Anna Landauerin aus Meßkirch auf insgesamt acht uneheliche Kinder, darunter zwei Söhnen. Die Chronik berichtet, dass beide eine Hochschulausbildung genossen, von ihrem Vater mit einem Wappen versehen wurden und sich ebenfalls von Zimmern nennen durften. Der ältere Sohn Gottfried sei später in den Niederlanden elendiglich umgekommen, der andere, Martin, lebte zur Zeit der Abfassung der Chronik noch, bezog eine kleine Rente und versah seinen Dienst in Meßkirch.
Im Februar 1543 erlitt Gottfried Werner erstmals einen Schlaganfall, der sein Sehvermögen zeitweise einschränkte.

### Hohes Alter und Tod

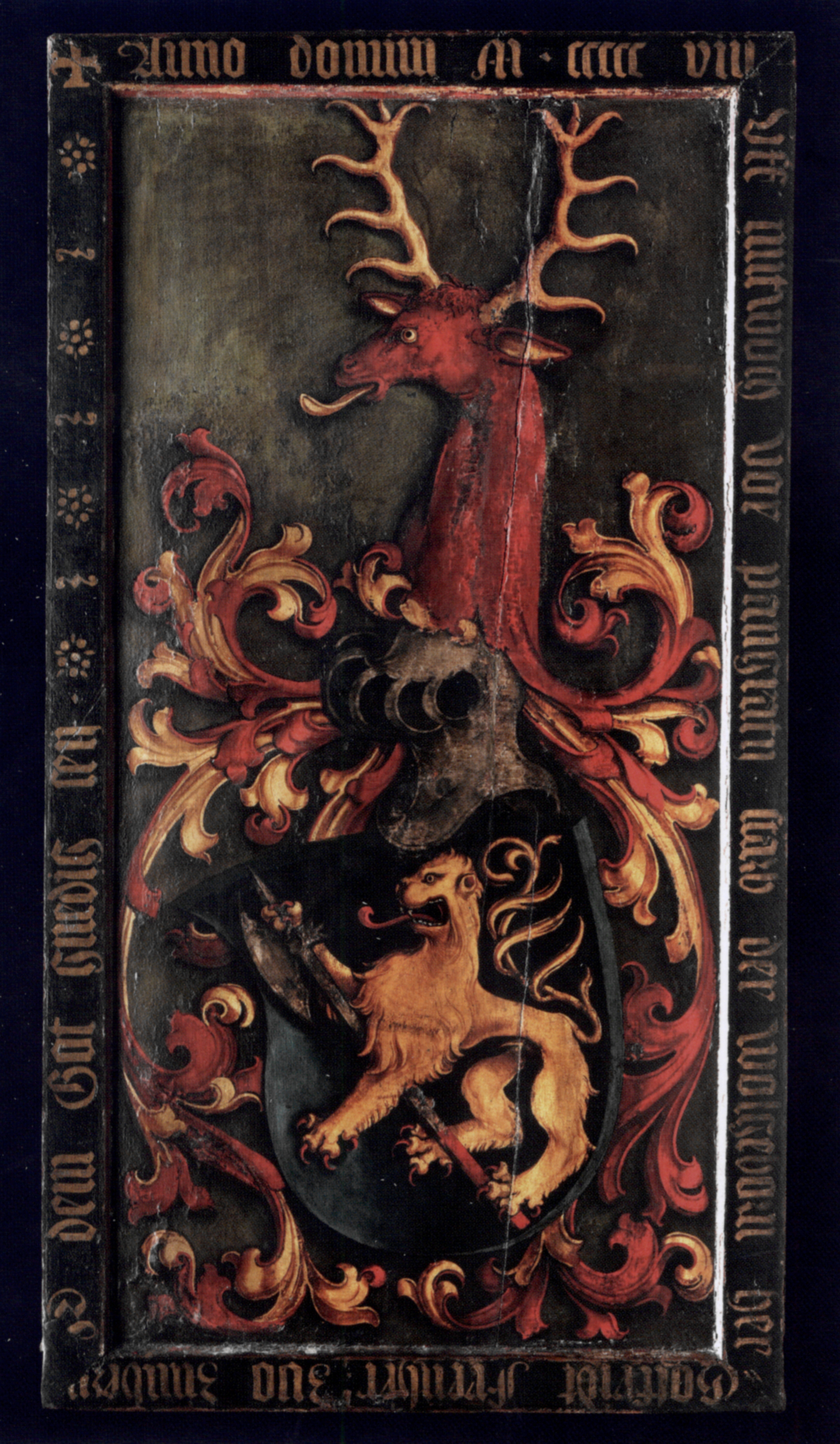
Totenschild von Graf Gottfried, Schweizerisches Landesmuseum, Zürich

Am Abend des St.-Catharinen-Tages 1552 (24. November) „nam er urlaub vom haus Wildenstain, mit anzaig gegen den umbstendern, das sein ende sich nähern und (er) lebendig in solch haus nimmer kommen würde,“ begab sich dann mit seiner Haushaltung in das alte Schloss Meßkirch und verlebte dort noch ganz unbekümmert seine letzte Zeit, ließ sich Rosse aus Frankfurt bringen und befasste sich mit Kompass-Studien. Er übergab sein Erbe, Säckel und Schlüssel seinem dankbaren Nachfolger Froben Christoph. Nach einem weiteren Schlaganfall, der ihn halbseitig lähmte, entschlief er am Morgen gegen 5 Uhr am zweiten Tag des April 1554. Sein Epitaph hatte er bereits zuvor anfertigen lassen, nur der Tag seines Todes musste noch eingeschrieben werden.

### Epitaph
Das auf 1551 datierte Bronzeepitaph befindet sich in der Pfarrkirche St. Martin in Meßkirch. Ganz unten steht der Künstlervermerk des Nürnberger Gießers Pankraz Labenwolf: „BANGRACZ LABENWOLF ZV NVRNBERG AVF DER SCHMELCZHVETTEN GOS(S) MICH“. Die Hauptinschrift lautet: „ANNO DOMINI 1554 DEN 12 TAG DES MONATS APRIL STARB / DER WO(H)LGEBOR(E)N(E) HER(R) GOT(T)FRI(E)D WERNHER GRAVE VNND HER(R) ZV / ZIMBERN HER(R) ZV WILDENSTAIN VNND MOS(S)KIR(C)H DEM GOT(T) GENAD“.
Beiderseits der Ritterfigur sind zwei Vollwappen für Gottfried Werner Graf von Zimmern und seiner Frau Apollonia von Henneberg angebracht. In den vier Ecken sind die Wappenschilde der Grafen von Zimmern, der Grafen von Oettingen, der Grafen von Kirchberg und der della Scala als Ahnenprobe angebracht.

## Die Zimmerische Chronik über Gottfried Werner

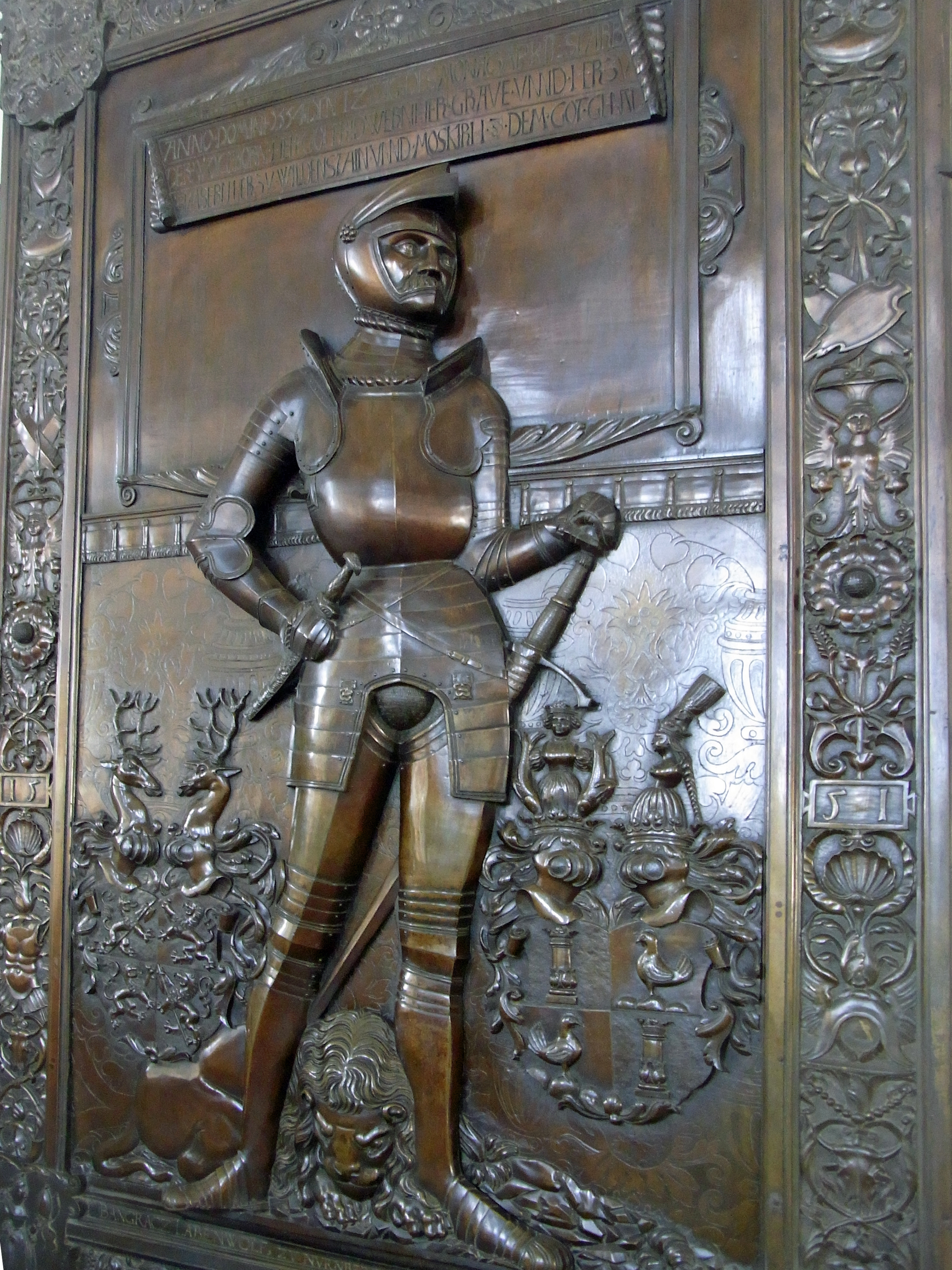
Epitaph des Gottfried Werner von Zimmern in der Kirche Sankt Martin in Meßkirch

### Seine Hochzeit mit Apollonia von Henneberg
„Als nun her Gotfridt Werher sich also in kriegs- und ander sachen so wol gehalten, zu dem er ain herliche, schöne, gerade person, wardt er von herzog Ulrichen und menigclichen lieb und wert, auch hoch gehalten und herfür gezogen. (…) Derhalben, als er sich dermaßen so heuslich und wol angelassen, sein ime vil trefflicher und gelegner heirat zugestanden… So ist zu wissen, das graf Hörman von Henneberg von seiner gemahl, der marggrefin von Brandenburg, neben andern kündern ain dochter, genannt frölin Appolloniam, überkommen.“

Diese nahe Verwandte des Reichskanzlers Berthold von Henneberg wurde, zusammen mit der Nichte der Herzogin von Württemberg, der Gattin des amtsenthobenen Eberhard II. von Württemberg, zur Erziehung an den Hof der Herzogin an deren Witwensitz zu Nürtingen geschickt.

„Diese zwai frölin waren geschwistergit kündt und waren über die maßen schön, darzu wurden sie in aller zucht und gueten geberden uferzogen. (…) dem frölin von Henneberg wardt herr Gottfridt Wernher über die maßen holdt, also das er durch iren willen mit rennen, stechen und allem ritterspill sich also herfür thette, das sie nit weniger liebe und willen zu ime überkam. Herzog Ulrich, der dann herr Gotfriden Wernhern sonderlichen mit gnaden gemaint, wie er das erfure, hette er wol megen leiden, das solcher heirat mit guetem willen und wissen grave Hörmans, ires herrn vatters, were beschehen, derhalben, wie er mehrmals geen Nürtingen raisete und die alt fürstin haimsuchte, name er allweg herr Gotfridt Wernhern mit, zu zeiten lude auch der herzog die fürstin mit irem frawenzimmer uf die jagen oder das hirßgeschrai. So befliße sich dann herr Gotfridt Wernher, der nechst bei dem frawenzimmer zu sein. Er machte der alten fürstin vil kurzweil mit seinen historien und gueten sprüchen, also das sie in vor andern sonderlichen wol bei und umb sich haben megte.“

„Sie het ain gewonhait, so der herzog oder andere frembde fürsten zu ir geen Nürtingen kommen und das sie herrn oder vom adel mit sich prachten, so megten dieselbigen nach dem nachtessen in das frawenzimmer geen, mit den frölin und junkfrawen sprachen; so baldt es aber acht uhren geschlagenm, schieden die herrn und junkern widerumb ab. Begab sich ainsmals, das ano 1509 herzog Ulrich die herzogin von Nürtingen uf ain jagen lude, nit fer von Denzlingen. Alda fiengen herr Gotfridt Wernher und herr Dieterich Spett ain rennen und stechen an, kamen am wasser zusamen. Der ain war herr Lanzlot, der ander herr Gabon. Unlangs darnach kam herzog Ulrich an sant Bartolomes abendt geen Nürtingen. Nach dem nachtessen saß herr Gotfridt Wernher zu dem frölin von Henneberg; dieweil aber dieselbig nacht ain groß ungewitter kam, blib der herzog, die herzogin, auch menigclichen über die zehen uhren herfor. Dozumal haben herr Gotfridt Wernher und das frölin Appolonia ainander die ehe vehaißen doch dabei veranlasset, das sie sollichs beiderseits zwai jahr verschwigen und verhalten wellen.“

Nach Ablauf der zwei Jahre hielt Gottfried Werner um die Hand Apollonias an. Aber nicht bei ihrem Vater. Er erbat sich zunächst die Fürsprache der Herzogin, die ihn unterstützte und Boten ins Fränkische, nach Henneberg schickte. Dieser schickte aber umgehend zwei Adelige seines Vertrauens mit einem Reisewagen („cammerwagen“) und einer kleinen berittenen Eskorte nach Nürtingen, um seine Tochter abzuholen.

„… ir herr vatter beger ir, das sie zu im kom, er welle sie mit klaidern und aller nottdurft ußrüsten und darnach ehrlichen widerumb abfertigen. Aber nach langer handlung und genommen bedacht hat frölin Appolonia vor der herzogin und menigclichem die antwurt gegeben, sie welle uf dizmal nit zu irem herrn vattern. Haben die hennenbergischen gesandten gesagt, so haben wir den hingang für den hergang, haben sich damit wider in ir herbig verfüegt.“

Gottfried Werner, der in Stuttgart auf dem Laufenden gehalten wurde, erbat Herzog Ulrich um Hilfe. Dieser gewährte ihm 200 Reiter, die noch am selben Abend unter Führung von Dietrich Späth in Nürtingen eintrafen.

„Es ist nit lang angestanden, das geschrai ist in die stat kommen, die straßen und velder halten vol reuter. So baldt das die Franken erfahren haben, sie wol gedenken künden, von wesswegen dise reuterei angesehen und, wo sie nit zeitlich sich versehen, iren übel noch gewartet megen werden. (…) haben sie für die stat zu herrn Gotfridt Wernhern geschickt und gebetten, das er sie im friden widerumb zu irem herren raisen lassen welle (…) Also hat inen herr Gotfridt Wernher widerumb zuempotten, waverr sie nit mehr leut mit inen hinfüeren, als sie mit inen gepracht, so sollen sie sein sicher und ihres gefallen raisen.“

Gottfried Werner ließ sich von der Herzogin von Württemberg zusagen, dass sie das Fräulein von Henneberg nicht an ihren Vater ausliefern werde. Er nahm daraufhin Abschied vom Hofe Herzog Ulrichs und kehrte nach Meßkirch zurück.

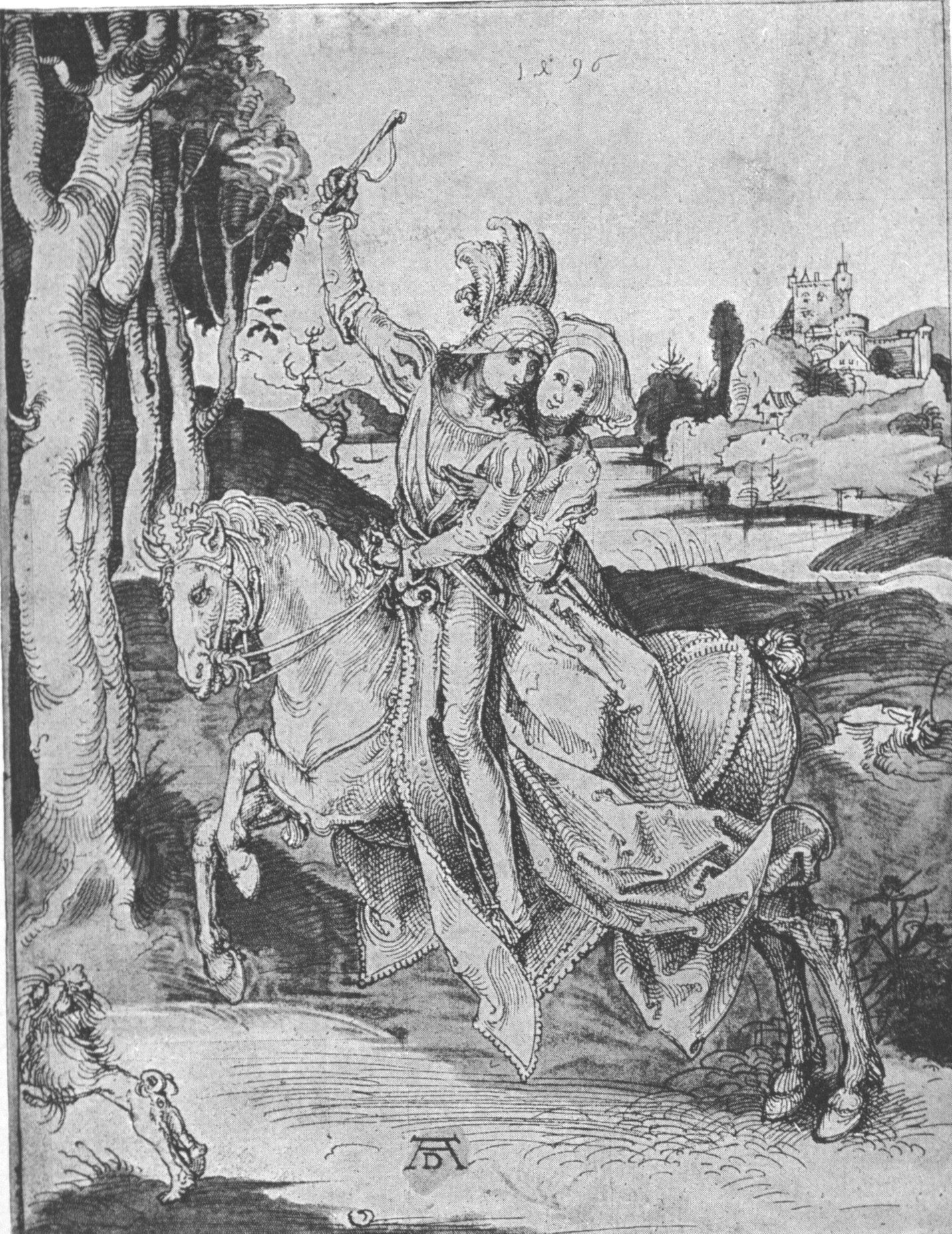
Froben Christoph, der Verfasser der Zimmerischen Chronik, greift bei seinen Ausführungen auf damals bekannte Genrebilder und literarische Motive zurück. Albrecht Dürer 1496: Spazierritt

„Hierauf herr Gotfridt Wernher geen Mösskirch sich verdüegt. Daselbst het ihm sein brueder, herr Johann Wernher, das schloß geraumpt. Also vergingen nit gar zwen monat (1511), es ritten die zwen gebrueder, herr Johann Wernher und herr Gotfridt Wernher, mit ainandern geen Nürtingen, das frölin Appolloniam zu holen. Herr Johanns Wernher nam sein gemahl, die schenkin von Erpach, mit ime, die fuer in ainem wagen (…) Sie bliben nit lang alda, theten im schloß blößig ain trunk. Das frölin ist nit im wagen gefahren, sonder hünder herr Gotfridt Wernhern geen Mösskirch geritten (…) Als sie dohin ankomen, hat die alt grefin von Ötingen, herr Gotfridt Werhers fraw muetter, auch beider herrn schwester, die abtissin von Zirich, die gest empfangen, und wie noch die alten darvon sagen, so ist es zu eim kleinen, eingezogenen wesen ein holdsellige und fröliche hochzeit gewesen.“

Dass die Vorsicht gegenüber dem unwilligen Schwiegervater nicht unbegründet war, zeigt folgende Geschichte:

„Ich kann nit underlassen, ein historia von ime zu vermelden, darauß sein grim und ernstlichs gemüet gegen denen kindern, auch gegen denen, die das nit beschuldt, vermerkt wurt. Nachdem als sein gemahl, die marggrefin von Brandenburg, mit todt abgangen, hat sie im vier söne, auch drei döchter verlassen, under denen döchtern er ain, fröle Appel, zu seiner geschwien, der herzogin von Würtemberg, geen Nürtingen gethon, die ander hat er in der jugent in ain beschlossen closter beredt, die dritt ist im landt zu Franken in ainem freien gestift erzogen worden. Als nun fröle Appel mit herr Gotfriden Wernhern sich vermehlt, hat er besorgt, s in jüngere dochter im freieen gestift megte dergleichen ihres gefallens auch heiraten, derhalben er sich gegen niemandts seins fürnemens vernemen lassen, hat dieselb dochter zu im uf ain vastnacht beschriben, und als sie etlich tag bei im und er ganz frölich mit ir gewesen, hat er sie beredt, sie soll zu irer schwester, die dann im beschlossenen closter gewest, faren und ein tag etlich bei ir sein, sie ainmal heimsuchen. Das guet jung mentsch is fro gewesen, das sie zu ir schwester einmal kommen soll, die sie in viel jahren nit gesehen, hat irem herrn vatter wol vertrawt und keins solchen trugs sich besorgt, ist guets willens zu irer schwester ins closter gefaren. Darneben aber hat ir vatter der äbtissin in solchem closter geschriben, sein dochter, ob die gleichwol herauß begern, solle sie doch die darin behalten und keinswegs herauß lassen, dann er das vorhabens, ir lebenlang sie darin zu halten. Dass ist also beschehen, und hat das guet jung mentsch, so, wie gehört, von irem leibchen vatter in das closter getrogen und darin gewaltigclichen, wider irn willen, um unschuldt enthalten worden, ir leben in großem kommer und enden mueßen.“

Die Nürtinger Rendezvous werden übrigens noch von anderer Quelle bestätigt. Hier ist es aber Herzog Ulrich selbst, der auf Freiersfüßen wandelt. Er ist zwar schon seit 1497, also seit seinem 10. Lebensjahr, mit Sabina von Bayern verlobt, diese Zwangsehe schien ihm aber gar nicht zu behagen.

„Es hatte zwar Herzog Ulrich mehrere Liebe und Zuneigung zu Marggraf Friderichs von Brandenburg Fräulein Tochter, Elisabeth, einer schönen und holdseligen Prinzessin, welche sich bey seiner Schwester (falsch, richtig ist Tante), Herzog Eberhards des jungen Wittwe, Frauen Elisabeth, auf ihrem Widdum zu Nürtingen, aufgehalten, daher er zum öftern zur Sommerszeit nach dem Nachtessen mit einem Trommeter, der ein sehr guter Zinckenbläser gewesen, nach Nürtingen geritten und ermeldtem Fräulein, die hernach noch in disem Jahr, an Marggraf Ernsten Von Baden versprochen, und an ihn um Michaelis zu Pforzheim getrauet worden, seinen Besuch gemacht; allein der Ehe-Verspruch zwischen ihm und Fräulein Sabina war allzuhoch betheuert, und bereits im vorigen Jahr durch den Handstreich bestetigt, daß die Sache nicht mehr zu ändern, und nichts übrig war als die Ehe durch wirkliche Antrauung fest zu machen.“

Auch diese Hochzeit wurde im März 1511 mit verschwenderischem Pomp in Stuttgart gefeiert.

### Gottfried Werner als Bauherr
„allainzu wissen, das herr Gotfridt Wernher, nachdem er also verheirat, sich hinfüro mertails anhaimsch gehalten, wenig an die höve oder anderswahin geritten, sondern im fürgenommen, das schloß Wildenstain, dohin er von jugent uf ain liebe gehapt, zu der wer zu erbawen, wie er auch und mit meniclichem uncosten getho; dann er alda ain dieven graben in den felsen durch den perg hindurch brechen lassen und an dem graben, auch an dem schloß ob den vierzig tausendt güldin verbrochen und verbawen (…)“

„Er ist willens gewest, wover er ain sone von seiner gemahl von Henneberg überkommen, ein stetlin für das schloß Wildenstainzu bawen, hat den ganzen blatz vor dem stetlin, ist iezmalls ain wisswachs, biß an berg mit ainer starken ringmauer einfassen wollen, und fürwar, es were ain großmüetig werk worden, dann das stetlin das schloß zu rugk het gehapt, beid seiten, demnach der felsen hoch und gehe, sturmfrei; under augen het es ain diefen graben mit zweien grosen egkthürnen gehapt, mit zwain thoren, das ein gegen Lübertingen, das ander gegen der Tonaw und dem Buchpronnen. Die inwoner des stetlins weren die mair zu Lübertingen gewest, die hetten ire velder zu Lübertingen ußer disem stetlin bawen müesen, wie dann vor jaren vil gebewes von schlösern und stetlin uf solchem berg gewest.“

„Aber wie ain dochter darauß wardt, bekömmert er sich hoch, darum endert er sein fürnemen und stande von allem dinkwerk, damit ist die new statt underbliben. Es hetten im drei vom adel, namlich herr Dieterich Speet, herr Ruodolf von Ehingen und herr Conradt Dreisch, genannt der lang Hess, all drei ritter, ieder drei tausendt guldin in goldt zu bawsteur daran zu erschießen sich anerpotten, soverr ir iedem ain behausung alda zu erbawen und öffnung zu haben, vermeg aines burkfridens, dess sie alberait sich vergleichen und entschlossen hetten, wer vergönt worden. Aber der allmechtig, güetig Gott hat solchs vorhaben der edelleut underkomen, dann sonst die herrschaft Zimbern allain herr Dieterich Speeten halb abermals in die eußerst gefahr oder villeucht zu aim entlichen verderben het gerathen megen.“

Welche Gefahr sollte denn von Dietrich Späth ausgehen, der den Zimmern bereits bei der Rückeroberung Meßkirchs geholfen hatte, der Gottfrieds engster Vertrauter am Hofe Herzog Ulrichs war und der ihn bei den Hochzeitsangelegenheiten mit Apollonia von Henneberg so tatkräftig unterstützt hatte? Es handelt sich um den Dietrich Späth, der die von Herzog Ulrich gequälte und mit dem Tod bedrohte Sabina von Bayern, des Herzogs Gattin, heimlich in Sicherheit zu ihren Eltern, Albrecht IV. (Bayern) und Kunigunde von Österreich brachte und sich damit den Zorn Ulrichs zuzog. Diesen Zorn und damit die Feindschaft des mächtigen Nachbarn Württembergs scheint der Chronist hier zu fürchten. Die Ehe Albrecht IV. mit Kunigunde von Österreich spielte einen maßgeblichen Part in der Werdenbergfehde, im Zuge derer Gottfrieds Vater gebannt wurde und die Herrschaft Zimmern fast verloren gewesen wäre.

### Gottfried Werner im Bauernkrieg
Im Gegensatz zu den Bauern seines Bruders Johannes Werner verhielten sich die Bauern der Herrschaft Meßkirch während des Bauernkrieges relativ loyal.

„Es waren zu Mösskirch etlich haimlich schuelen, da warden winkelpredigen gehalten und allerlai meutereien angericht. Dieselbigen brüeder wollten ain evangelisch leben zu Mösskirch anrichten und vermainten, alle unkeusche in der statt, so userhalb der ehe bescheh, abzustellen, und wollten keine in der statt dulden, so mit solchen handlungen beschrait oder verargwonet were. Und damit aber solchs abgestelt, hielten sie ain gemaindt darumb, wie sie domals auch, unersucht der obrigkait, alle tag pflagen zu gemainden, und wardt von dem mertail gepöfel ainhelligclichen dahin geschlossen, das nan solche beschraite personnen uß der stat weisen und alle unzuchten sollen abgeschnitten sein.“

„Es war aber ainer under inen, ain spaifogel, genannt Jörg Schüßlendreher, der biß daher geschwigen. Wie der das dorecht plebiscitum höret, spricht er unverdacht: »Lieben freundt, so ir die verargkwonnten und armen sündernen alle uß der stat zu jagen vorhabens, ist zu besorgen, es werden unser ainsteils selbs kochen müesen.« Das hat der pöffel so hoch ufgenommen, das sie gleich anfahen über in schreien und zu im greifen, und er were von inen in sollicher furia domals umbracht worden, aber warde von etlichen seinen gesellen mit groser müch und vil gueten worten von inen errettet. Noch waren sie nit zufriden, und wolt der vogt daselbs, Gangolf Örtlin, nit ains uflaufs von dem gemainen man der dorechten ansprach halben erwarten, so muest er den armen Schlüßlendreher fahen und einlegen. Der wardt also den herren Omnes zu gefallen etlich tag iin ainer, gleichwol gnedigen, gefenknus enthalten.. Hiezwischen wardt herr Gottfriedt Wernher aller sachen nachlengs bericht; der bevalch dem vogt, den gueten man, der gleichwol nichts verschuldt, dann das er die warhait gesagt, wider ledig zu lassen.“

Zwei Bauern schlossen sich den anderen nicht an und gingen mit Gottfried Werner auf den Wildenstein. Sie werden in der Zimmerischen Chronik namentlich erwähnt, Galle Hach zu Oberbeuchtlingen und Jacob Friderich aus Gutenstein, damit auch zukünftige Generationen von Zimmern deren Familien für diese Treue in besonderem Andenken halten.
Die anderen Bauern zogen zwar los, aber unter einer Fahne, die sie als zimmerische Bauern auswiesen. Nach dem Weingartner Vertrag kehrten sie zurück. Meßkirch weigerte sich zwar Georg Truchsess von Waldenburg Pferde und Nachschub für seinen weiteren Zug gegen das Hegau zu stellen, wofür dieser sie nach der endgültigen Niederschlagung des Aufstands bestrafen wollte, Gottfried Wilhelm vereinbarte aber, solche Bestrafungen selbst durchzuführen.

„Herr Gotfridt Wernher brantschatzet seine pauren, iedoch leidenlich; wie hoch aber solche brandtschatzung geloffen, hab ich nie erfaren kinden. Er ließ im die paurn allenthalben in der herrschaft von newen wider schweren. Die erkannten iren abfah und ungehorsame und schwuren mit guetem willen. Als seine ambtleut und bevelchshaber geen Hewdorf kamen, die huldigung daselbs zu empfahen, als auch beschach, war ain Böser paur alda, genannt der rote Staud, und wie die andern underthonen alle mit ufgehepten fingern schwuren, wollte er kein handt oder finger ufheben. Wie er darum befragt, was er damit gemaint, gab er zu antwurt, er hette den vorigen aide nit gehalten, besorgend, er mechte den auch nit halten. Dieser boshait dEs pauren ward herr Gotfridt Wernher zeitlich bericht, der ließ in fengclichen einziehen, der mainung, in für recht zu stellen. Aber wardt erbetten, und wolt er ledig sein, vertrug er sich umb ain hundert parer guldin und mueste dennost schweren.“

„Der pfarrer von Kraienhainstetten, herr Hanns Mauk, war ain geborner Mösskircher, der war auch zu den ufrürigen zimbrischen pauren gefallen, mit dener er zogen und iren predicant gewesen; derab herr Godtfrid Wernher ain sollichs misfallen, ob gleichwol das glück des pfaffen verschonet, das er an keinem ast behangen, so straft er in doch, und muest S. Martin ain hundert gulden also par an die fabric erlegen, so wol het er den newen glauben gepredihget.“

### Klärung umstrittener Herrschaftsrechte
Es gab auch Auseinandersetzungen über die Besetzung von Pfarrstellen, die auf beeindruckende Weise gelöst wurden: Gottfried Werner meinte die freigewordene Pfarrstelle von Göggingen neu besetzen zu wollen. Der Abt der Reichenau hatte seinen eigenen Kandidaten, den er auch beim Bischof durchsetzte. Dieser Pfarrer fühlt sich nun recht selbstsicher und predigte, nach Meinung Gottfried Werners, stolz und hochmütig wider die weltliche Obrigkeit.

„In solchem unwert und unwillen besas der pfaff die pfarr etwas mehr, dann ain jhar, und trueg herr Gotfridt Wernher nit ain geringe beschwerdt ab des pfaffen bösen worten. Dieweil im aber nit gepürn wollte, den pfaffen offenlichen zu straffen oder von der pfarr zu vertreiben, warde desshalben mit herr Schweikharten von Gundelfingen ein heimlicher verstandt gemacht, und uf ain zeit, als der pfaff ganz aller sorgen frei, mit vollem seckel seinen geschefften nachrit, warde er unversehenlich gegen aubents uf dem weg von etlichen unerkannten reutern verkuntschaft und ufgefangen, uf ain ross gebunden, ain kappen angestreift, biß in die nacht in den helzern durch vil abweg gefüert. Letzstlich kamen sie mit ime umb miternacht uf die Alb zu aim hochgericht, nit fer von Hapsperg gelegen; sie füertenn in mit dem ross under das hochgericht, thetten im abb die kappen, legten im dagegen ain strick am hals, mit ainer ceremoni, als ob sie in gleich henken welten, mit ausstrücklichen worten, sie w lten im also hiemit posess uf die pfarr zu Geggingen geben. Dem pfarrer war die pfeifen in die eschen gefallen und row in übel der hochmüetingen reden, so er hievor mehrmals getriben; kunte wol bedenken, das im hiemit nit unrecht beschach. Derhalben patte er sie ganz demüetigclichen, iim zu verzeihen und sich seiner zu erbarmen, mit dem verhaißen, die pfarr Geggingen inerhalb monatsfrist zu verlassen. Darneben gab er inen freie wilens also par ein hundert guldin, die bei im in ainem wetschger verkuntschaft waren.“

„Also erbarmbten sich die gueten, mageren reute le des pfaffen, namen das gelt und sein erpieten mit guetem willen an. Sie füerten in verbutzet und vermumpt in helzern biß gegen tag, do ließen sie in in dem Geginger waldt wider ledig. Het gleichwol vil gueter jegerstraich darzu ingenomen, und war im wol geschrepft worden. Er blib hernach ein kurze zeit zu Geggingen, dann ime war sein trutz und freche weis vergangen und wollte sich seins abts vertröstungen weiter nit verfieren lassen. Er zog ganz unverzogenlich ab und kam uf ain andere pfarr under den Hailigenberg, wolt kainer sollichen schlapp mere erwarten. Hernach ist der spann zwischen der Reichenow und der herrschaft Zimbern desshalben vertragen worden, und das ie ain tail umb den anderen die nomination und collatur der pfarr zu Geggingen haben soll. Dessen sein baide herrn wol zufriden gewesen, ist auch also biß anhere gehalten worden.“

### Hexenverfolgung im Hause Zimmern
Ein leider trauriges Kapitel tat sich 1533 auf. Ein Justizmord an einer Frau, mit aus heutiger Sicht lupenreinem Alibi. Beachtenswert ist, dass auch der Chronist und Neffe Froben Christoph, 30 Jahre später den Hexenglauben in voller Weise mittrug und auch Wilhelm Werner, der gelehrte Richter am Reichskammergericht, teilte den Hexenglauben.

„Es het ein fraw, hieß …, sampt irer dochter vor etlichen jaren zu Oberndorf am Necker gewonet, die war ihres übelhaltens, auch das sie und ir dochter des hexenwerks halb so gar hoch im verdacht, zu Oberndorf nit wol sicher, muste sich vor herrn Wilhelmen Wernhern von Zimbern, der dozumal diese herschaft inHet, besorgen, das sie gefengclich angenomen und villeucht weiter irem beschulden nach mit inen gehandelt würde. Derhlben tratten sie uß, enthalten sich hin und wider, wo sie konten. Indes, als herr Wilhelm Wernher sich an das cammerge icht thette, do übergab er die herrschaft seinem brueder, herr Gotfriden Wernhern, wie hiervon auch gemeldet. Wie nun ein newer herr zu Oberndorf, do erkeckt die jung dochter auch wider, dann ir muetter hiezwischen auch [gestorben war]; und dieweil villeucht die amptleut daselbs von irem herren, herr Gotfried Wernhern, kain sondern bevelch irenthalben bekommen, der auch für sich selbs ein abschewens ab solichen hendeln, do verhofft dieselbig auch dester sicherer zu sein, thette sich nach und nach wider geen Oberndorf und wandlet in der ersten haimlich, hernach aber offentlich dahin; sich hielte, do ward auch das alt geschrai und der verdacht dester ehe vergessen und veraltet.“

„Standt also etlich zeit an, das sie geen Schiltach sich zu eim würt, hieß Hanns Schernle, verdigt. Die het nun vil jar ein sollichen unrainen, bösen incubum an ir gehapt, der wolt sie izmals auch nit verlassen, sonder volgt ir nach geen Schiltach. Da trib er wunderwerk im würtshaus mit seinem ungeheuren wesen, auch pfiff er und macht den leuten zu danz. Dergleichen affenspil trib er vil. Das fieng an uf unser Frawen tag irer verkündigung. Das weret so lang, das der würt zu letst merken must, das die sachen mit seiner kechin und disem gespenst nit recht zugiengen. Derhalben gab er ir urlaub, wolt sie nit mer wissen im haus. So wollten die obrigkaiten auch nit darzu thuen, bei zeiten und ehe der schad beschhach. Damit gieng es auch, wie hernach folgt. Und unangesehen das die kechin sich von Schiltach het gethon und widerumb geen Oberndof kam so blib doch der gaist zu Schiltach. Da trib er sein alte weis mit pfeifen und anderm, ließ sich auch merken, seitmals man ime sein bulschaft aldo vertriben, so wellte er das stettlin verbrennen. Aber man achtet sein nit und ließ es ain red sein. Das stand also an biß uf dEn hailigen grönen dondersdag. Do ward die kechin zu Oberndorf gesehen mit andErn leuten zu dem sacrament geen. In der selbigen stunde ist sie auch zu Schiltach gesehen worden, gleichwol beide stettlin uf drei großer stund wegs von ainandern sein gelegen, hat sich angenomen, etwas alda im haus vergessen haben. Man hat ir sonders nicht geachtet, sie hat ir gefert oben uf der binin im würtshaus gehapt. Nit mag man wissen aigentlich, wie, es ist das haus ainsmals angangen und vol feurs gesen. Das hat sobald nit megen gelöscht werden, es sein die andern heuser darunder und darob auch angangen. So hats der luft über die gassen hinüber getriben, das in somma das ganz stetlin verbronnen ist biß an ain haus. Es ist ein eerbermbclicher, erschrockenlicher anblick gewest darum, dann ich selbs (Froben Christoph von Zimmern) innerhalb achtagen darnach aldo durchgeraist und das gesehen. Herr Wilhelm Wernher freiherr zu Zimbern war dozumal solliches grönen dondersdag zu Alperspach im closter bei apt Ulrichen, der hat die brunst gerait sehen megen und darbei abnemen, das es des gespents halb die gestalt gehapt und darauß sei ervolgt, wie oblaut, und man dessen lange zeit in sorgen gestanden.“

„In aller prunst und jammer do ist die kechin zu Schiltach verloren und uf selbige zeit widerumb zu Oberndorf gesehen worden. Uf den beschehnen nachtail und verderplichen schaden do sein der welt erst die augen ufgangen, das man sie zu letst zu Oberndorf, als das geschrai ie so groß worden, gefangen und peinlich gefragt. Do hat sie alle sachen bekennt, wie ergangen, namlich, als sie zu Schiltach zu irem incubo kommen, hab ir derselbig uf der binin in des Schernlis haus ein hafen voller wust geben und sie gehaißen, den umzuschitten, mit vermelden, wover sie das thuen, werde das haus und die statt gleich darauf an und in grundt abbrinnen. Das hab sie nit gleich thuen wellen, sondern sich dessen gewider. Do hab er ir so guete wort geben, darneben auch ain betrawung angehenkt, das sie sollichs zum letsten hab gewagt und darauf den hafen umbgestoßen. Do seie es gleich eitel feur umb sie worden. Weiter künde sie nit wissen, wie es zugegangen, dann sie gleich darauf ain alten besen erwüscht, darauf sie gesessen, darvon gefaren, und seie ganz heimlich, das sie von niemands gesehen, widerumb geen Oberndorf kommen. Nach langer erkundigung deren sachen, hat sie herr Gottfridt Wernher fürstellen und peinlich zu Oberndorf beclagen lassen, auch entlichen lassen verbrennen. Ist gleich nach ostern in obbemelem jar beschehen.“

## Werke
Froben Christoph beschrieb in der Zimmerischen Chronik das große literarische Interesse seines Onkels. So habe er nach dem Essen oftmals seinen Schreiber bestellt „mit dem zecht er, und under der zech macht er reimen von dem Berner und dem risen, wie dann solich buch, damit er vil mühe und arbait gehapt, noch zu Wildenstain vorhanden.“
Die Wandmalereien auf Wildenstein zeugen auch von diesem Interesse.
Folgende Werke werden ihm zugeschrieben:
- Die Minnewerbung, eine Berliner Handschrift zitiert in: Ingeborg Glier: Artes armandi. Untersuchung zur Geschichte, Überlieferung und Typologie der deutschen Minnereden (MTU 34), München 1971.
- Ein Sigenot Badische Landesbibliothek Hs. Don. 74 und ein Fragment des Virginal Badische Landesbibliothek Hs. Don. 91, könnten auch von ihm stammen. Darauf hat Gerhard Wolf: Von der Chronik zum Weltbuch, S. 146 f. hingewiesen.